# Cessna T303 Crusader

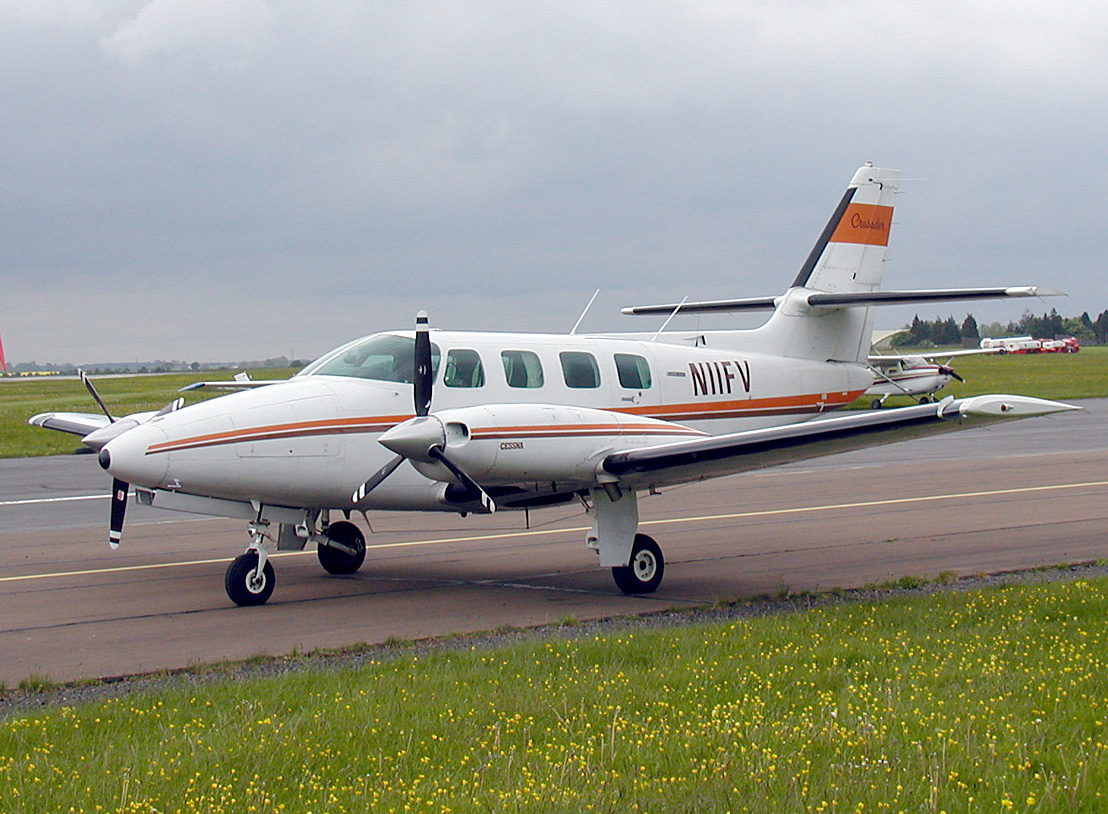
Cessna T303 Crusader (N11FV) en el Aeródromo de Kemble, Inglaterra

El Cessna T303 Crusader es un avión bimotor para seis plazas construido por la compañía de aeronáutica Cessna.

## Desarrollo
El 303 recibió su certificación de vuelo en agosto de 1981 y en octubre del mismo año se reciben los primeros pedidos de compra.

## Usuarios
@helijet.medellin
HELIJET COLOMBIA con base principal en Medellín es una de las compañías que actualmente tiene aeronave de este tipo en funcionamiento.  HK4472 
@aeropacaoficial AEROPACA SAS con base Principal en la ciudad de Medellín y es una de las compañías que actualmente tiene más aeronaves de este tipo en funcionamiento. 
En Colombia se encuentran la gran Mayoría de este tipo de aeronaves

## Especificaciones

### Características generales
- Tripulación: 1
- Capacidad: 5 pasajeros
- Longitud: 9,3 m (30,4 ft)
- Envergadura: 11,9 m (39 ft)
- Altura: 4,1 m (13,3 ft)
- Superficie alar: 17,6 m² (189,2 ft²)
- Peso vacío: 1499 kg (3303,8 lb)
- Peso máximo al despegue: 2336 kg (5148,5 lb)
- Planta motriz: 2× motor bóxer Continental TSIO-520-AE.
  - Potencia: 186 kW (256 HP; 253 CV) cada uno.Motor opcional Continental LTSIO-520-AE

### Rendimiento
- Velocidad máxima operativa (Vno): 400 km/h (249 MPH; 216 kt)
- Velocidad crucero (Vc): 363 km/h (226 MPH; 196 kt)
- Alcance: 1889 km (1020 nmi; 1174 mi)
- Techo de vuelo: 7620 m (25 000 ft)

### Aeronaves similares
- Beechcraft Baron
- Cessna 310
- Piper Aztec
- Piper PA-34 Seneca